# 벌집뼈

두개골의 측면부
1. 이마뼈(Frontal bone)
2. 마루뼈(Parietal bone)
3. 코뼈(Nasal bone))
4. 벌집뼈 (Ethmoid bone)
5. 눈물뼈(Lacrimal bone)
6. 나비뼈(Sphenoid bone)
7. 뒤통수뼈(Occipital bone)
8. 관자뼈(Temporal bone)
9. 광대뼈(Zygomatic bone)
10. 위턱뼈(Maxilla)
11. 아래턱뼈(Mandible)

벌집뼈 또는 사골(篩骨, 영어: Ethmoid bone)은 머리뼈를 구성하는 뼈의 하나이다. 비강(코안)을 뇌로부터 분리하며, 코의 가장 윗부분, 눈확의 사이에 있다. 벌집뼈는 눈확을 이루는 뼈들 중의 하나이다. 벌집뼈는 코 뒤의 두 눈알 사이에 위치한다.

## 관절
벌집뼈는 1개의 이마뼈, 1개의 나비뼈, 2개의 나비뼈방패, 2개의 코뼈, 2개의 위턱뼈, 2개의 눈물뼈, 2개의 입천장뼈, 2개의 코선반뼈, 1개의 보습뼈와 관절한다.